# Southern Manifesto
Das Southern Manifesto war ein Protestschreiben gegen die Rassenintegration an den öffentlichen Einrichtungen in den Vereinigten Staaten. Es wurde im Frühjahr 1956 von 96 Politikern aus  den Südstaaten Alabama, Arkansas, Florida, Georgia, Louisiana, Mississippi, North Carolina, South Carolina, Tennessee, Texas und Virginia unterzeichnet.

## Inhalt
Das Dokument richtete sich größtenteils gegen das historische Grundsatzurteil des Obersten Gerichtshofes der Vereinigten Staaten, das sich mit der Rassentrennung an öffentlichen Schulen befasste (Brown v. Board of Education). Die erste Fassung stammte von Strom Thurmond, die endgültige Fassung von Richard B. Russell. 19 Senatoren und 77 Mitglieder des Repräsentantenhauses unterzeichneten es, einschließlich der gesamten Kongressdelegation der Staaten Alabama, Arkansas, Georgia, Louisiana, Mississippi, South Carolina und Virginia. Bis auf zwei Ausnahmen, nämlich die Republikaner Joel Broyhill und Richard Harding Poff aus Virginia, waren alle Unterzeichner Südstaatendemokraten. Dies beruhte im Wesentlichen darauf, dass die Republikaner von 1953 bis 1961 unter Präsident Dwight D. Eisenhower die Regierung stellten.
Teile der weißen Bevölkerung der Südstaaten glaubten, dass die Rechtsprechung des Obersten Gerichtshofs ihren Traditionen verletze. Die Erklärung heizte den Widerstand dieser Bevölkerungsgruppe weiter an, der sich bis zu Lynchmorden steigerte. Anfang der 1960er Jahre wurden sogar afro-amerikanische Kirchen und Kinder Opfer von Anschlägen.
Die School Segregation Laws gehörten zu den am meisten geduldeten und bekannten Jim-Crow-Gesetzen des amerikanischen Südens und einiger Nordstaaten.
Das Southern Manifesto beschuldigte den Obersten Gerichtshof des „deutlichen Missbrauchs der richterlichen Gewalt“ und kündigte an, dass „alle legitimen Mittel zu einer Aufhebung dieses Beschlusses erbracht würden, welcher einen Widerspruch zur Verfassung darstellte, und man den Einfluss nutzen werde, um seine Inkraftsetzung zu verhindern.“

## Zitate
„Das unberechtigte Urteil des Supreme Court in den Fällen des öffentlichen Schulwesens endet im allemal bekannten Ergebnis, dass Männer mit unbegrenzter Macht das bestehende Recht ändern.“
„Die ursprüngliche Verfassung erwähnt keine Bildung. Weder der 14. Zusatz noch ein anderer tut es. Die vorigen Debatten zu Vorlage des 14. Zusatzes zeigen offensichtlich, dass keine Absicht bestand, dass das Bildungssystem, was durch die Staaten getragen wurde, beeinflusst werden sollte.“
„Diese unberechtigte Machtausübung des Gerichts, entgegen der Verfassung, verursacht Chaos und Verwirrung in den Staaten, die hauptsächlich davon betroffen sind. Es zerstört die freundschaftlichen Beziehungen zwischen der weißen und der schwarzen Rasse, die sich über 90 Jahre durch beharrliches Bemühen der Gutwilligen beider Rassen entwickelt haben. Das Gericht hat Hass und Misstrauen gesät, wo vorher Freundschaft und Verständnis war.“

## Beteiligte

### Senat der Vereinigten Staaten
- John Sparkman (D-Alabama)
- J. Lister Hill (D-Alabama)
- J. William Fulbright (D-Arkansas)
- John Little McClellan (D-Arkansas)
- George Smathers (D-Florida)
- Spessard Holland (D-Florida)
- Walter F. George (D-Georgia)
- Richard B. Russell (D-Georgia)
- Allen J. Ellender (D-Louisiana)
- Russell B. Long  (D-Louisiana)
- James Eastland (D-Mississippi)
- John C. Stennis (D-Mississippi)
- Sam Ervin (D-North Carolina)
- W. Kerr Scott (D-North Carolina)
- Strom Thurmond (D-South Carolina)
- Olin D. Johnston (D-South Carolina)
- Price Daniel (D-Texas)
- Harry F. Byrd (D-Virginia)
- Absalom Willis Robertson (D-Virginia)

Nicht-Unterzeichner:
- Albert Gore (D-Tennessee)
- Estes Kefauver (D-Tennessee)
- Lyndon B. Johnson (D-Texas) (damaliger Senatsmehrheitsführer; Johnson wurde nicht gebeten, das Dokument zu unterzeichnen)

### Repräsentantenhaus der Vereinigten Staaten
| Alabama: - George W. Andrews (D) - Frank W. Boykin (D) - Carl Elliott (D) - George M. Grant (D) - George Huddleston (D) - Robert E. Jones (D) - Albert Rains (D) - Kenneth A. Roberts (D) - Armistead I. Selden (D) Arkansas: - Ezekiel C. Gathings (D) - Oren Harris (D) - Brooks Hays (D) - Wilbur Mills (D) - William F. Norrell (D) - James William Trimble (D) Florida: - Charles Edward Bennett (D) - James A. Haley (D) - Albert S. Herlong (D) - Donald Ray Matthews (D) - Paul Rogers (D) - Robert L. F. Sikes (D) Nicht-Unterzeichner: - Dante Fascell (D) - William C. Cramer (R) Georgia: - Iris Faircloth Blitch (D) - Paul Brown (D) - James C. Davis (D) - John James Flynt (D) - Tic Forrester (D) - Phillip M. Landrum (D) - Henderson Lovelace Lanham (D) - J. L. Pilcher (D) - Prince Hulon Preston (D) - Carl Vinson (D) Louisiana: - Hale Boggs (D) - Overton Brooks (D) - Felix Edward Hébert (D) - George S. Long (D) - James H. Morrison (D) - Otto E. Passman (D) - T. Ashton Thompson (D) - Edwin E. Willis (D) Mississippi: - Thomas Abernethy (D) - William M. Colmer (D) - Frank E. Smith (D) - Jamie L. Whitten (D) - John Bell Williams (D) - W. Arthur Winstead (D) North Carolina: - Hugh Quincy Alexander (D) - Graham Arthur Barden (D) - Herbert Covington Bonner (D) - Frank Ertel Carlyle (D) - Carl T. Durham (D) - Lawrence H. Fountain (D) - Woodrow W. Jones (D) - George A. Shuford (D) Nicht-Unterzeichner: - Richard Thurmond Chatham (D) - Harold D. Cooley (D) - Charles B. Deane (D) - Charles R. Jonas (R) | South Carolina: - Robert T. Ashmore (D) - William Jennings Bryan Dorn (D) - John L. McMillan (D) - James P. Richards (D) - John J. Riley (D) - L. Mendel Rivers (D) Tennessee: - Jere Cooper (D) - Clifford Davis (D) - James B. Frazier (D) - Tom J. Murray (D) Nicht-Unterzeichner: - Howard Baker (R) - Ross Bass (D) - Joe L. Evins (D) - Percy Priest (D) - B. Carroll Reece (R) Texas: - Wright Patman (D) - John Dowdy (D) - Walter E. Rogers (D) - O. C. Fisher (D) - Martin Dies (D) Nicht-Unterzeichner: - Jack Brooks (D) - Brady P. Gentry (D) - Sam Rayburn (D) - Bruce Alger (R) - Olin E. Teague (D) - Albert Thomas (D) - Clark W. Thompson (D) - Homer Thornberry (D) - William R. Poage (D) - Jim Wright (D) - Frank N. Ikard (D) - John J. Bell (D) - Joe M. Kilgore (D) - J. T. Rutherford (D) - Omar Burleson (D) - George H. Mahon (D) - Paul J. Kilday (D) Virginia: - Edward J. Robeson (D) - Porter Hardy (D) - J. Vaughan Gary (D) - Watkins Moorman Abbitt (D) - William M. Tuck (D) - Richard Harding Poff (R) - Burr Harrison (D) - Howard W. Smith (D) - William Pat Jennings (D) - Joel Broyhill (R) |